# Brocat variable
El brocat variable (Euphydryas aurinia) és una espècie de lepidòpter papilionoïdeu de la família dels nimfàlids (Nymphalidae) present als Països Catalans.

## Distribució
Es distribueix en la zona Paleàrtica des d'Irlanda a Iacútia i del nord-oest de la Xina a Mongòlia.

## Descripció

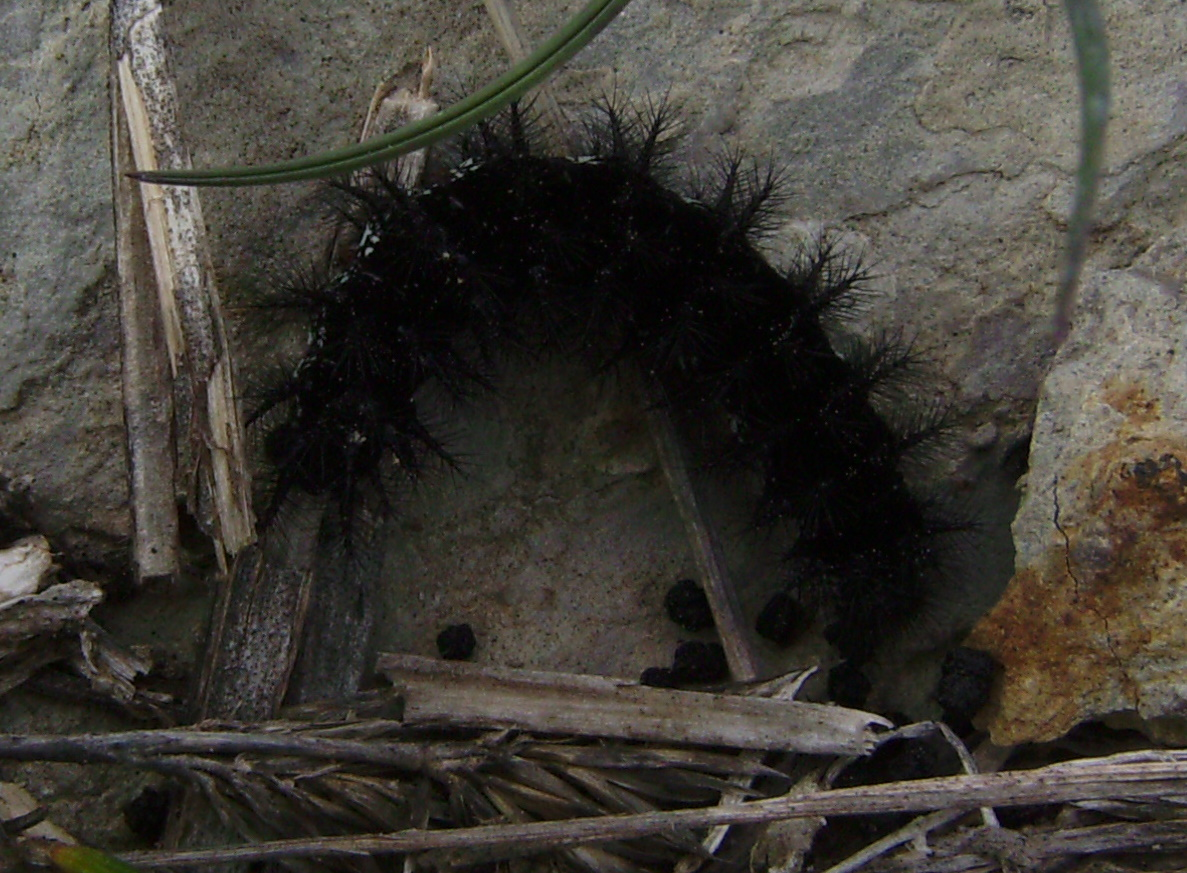
Eruga, a principi d'abril a Castelltallat
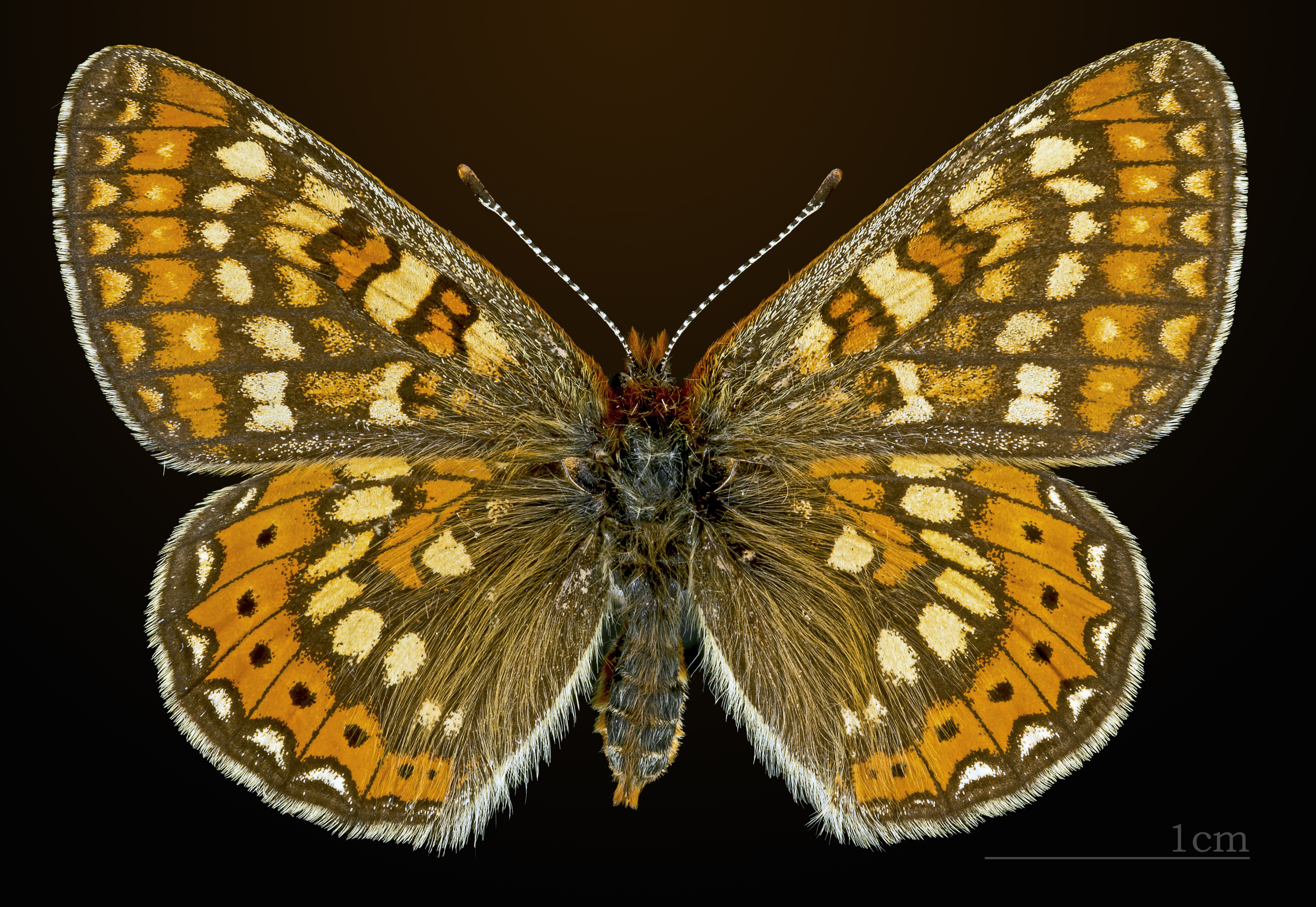
Brocat variable
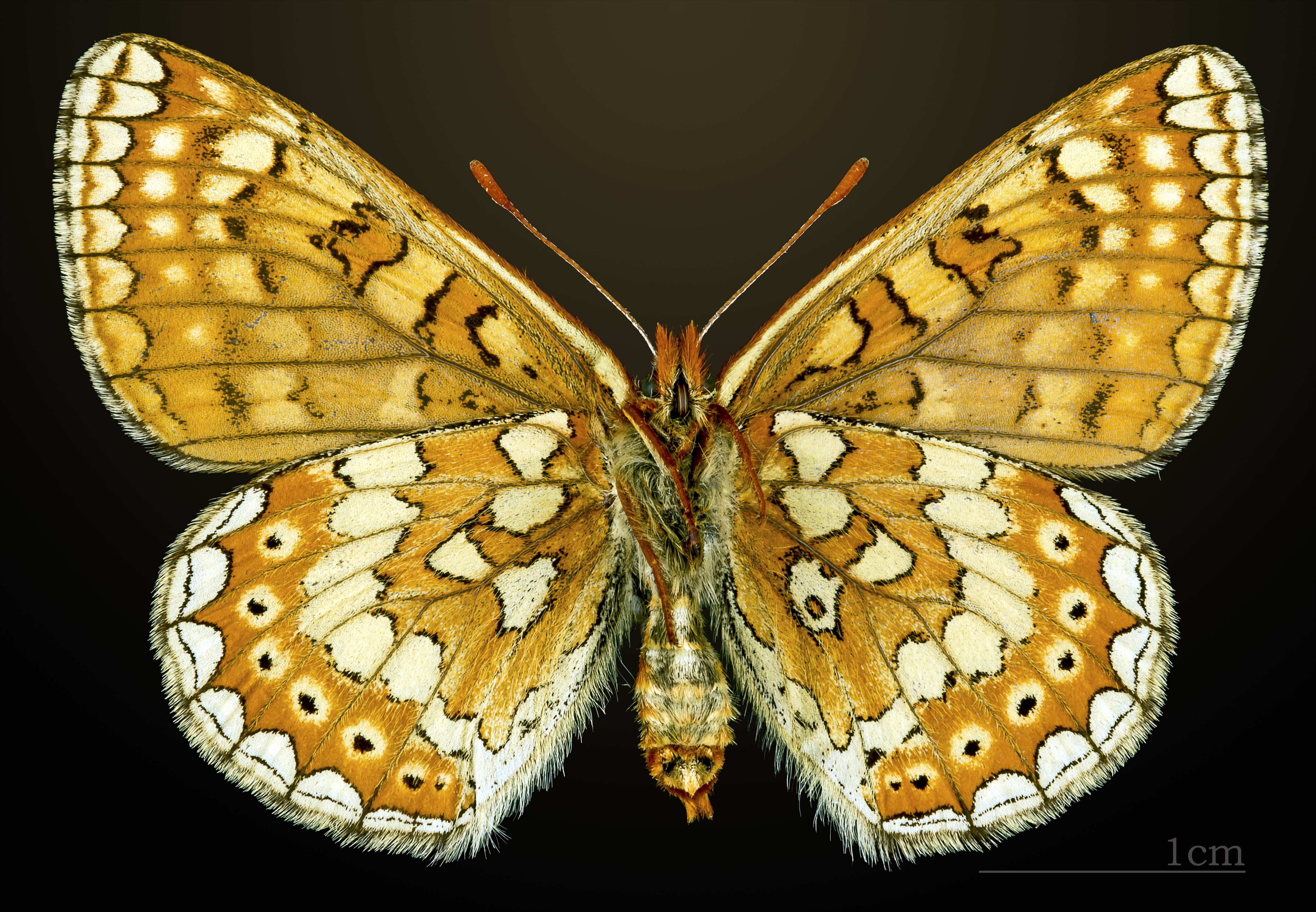
△ Brocat variable

## Biologia
Al sud està representada per nombroses subespècies. També es troba als Països Catalans. Les erugues mengen Succisa pratensis espècies de Digitalis, Plantago,Veronica
(V.dubravnaya, etc.), Geranium,Sambucus, Gentiana, Valeriana, Lonicera, Filipendula, Spiraea i Viburnum.

### Subespècies
- E. a. aurinia: a Europa central, sud d'Europa i Sibèria occidental.
- E. aurinia bulgarica: Carpats.
- E. aurinia laeta: Sibèria central, Altai, Sayan, Transbaikal.
- E. aurinia beckeri: Marroc (Atles, Rif).
- E. aurinia barraguei: Algèria.
- E. aurinia debilis : Zones muntanyoses com els Pirineus i els Alps
- E. aurinia provincialis : Al sud-est de França i al nord d'Itàlia

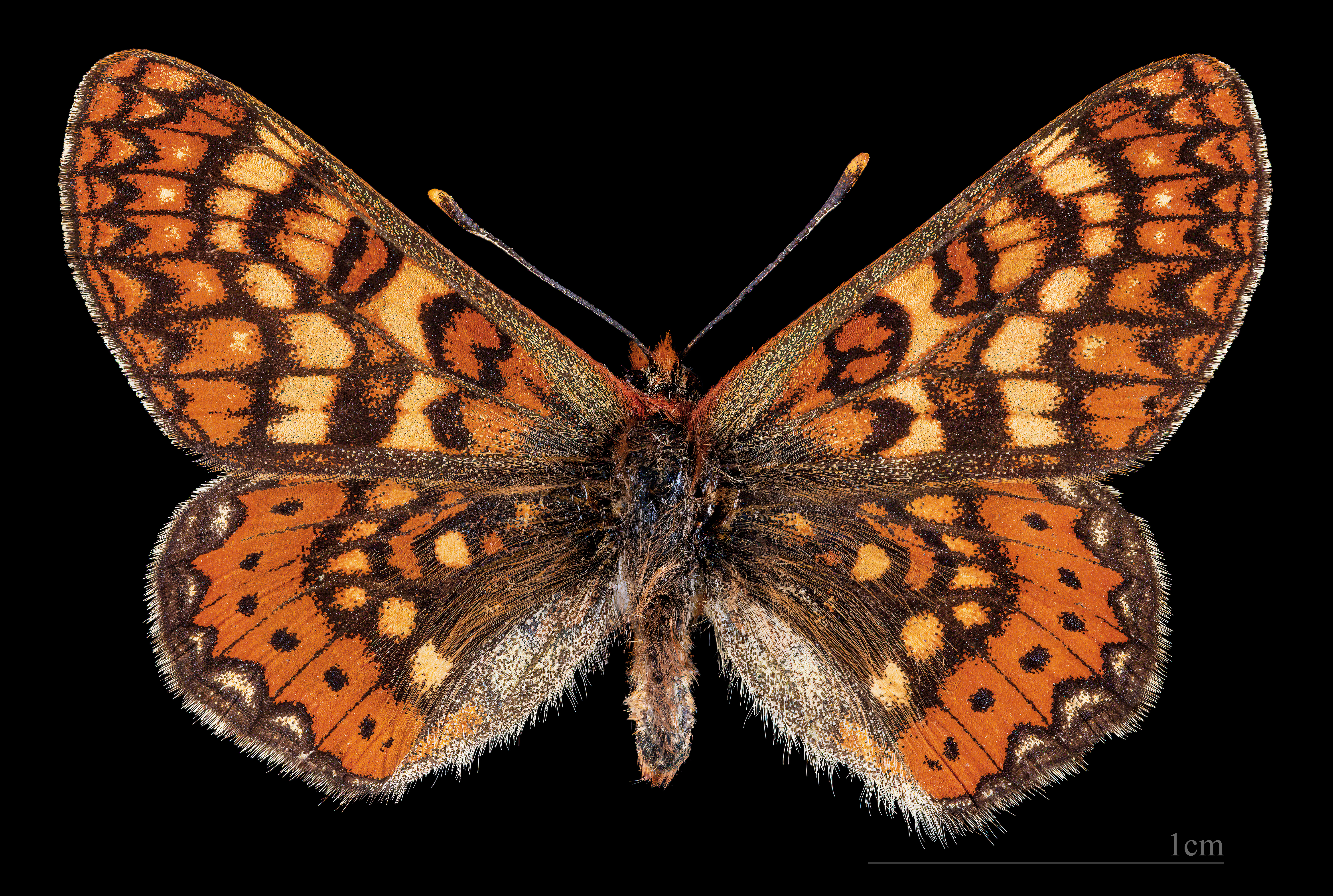
Euphydryas aurinia beckeri ♂
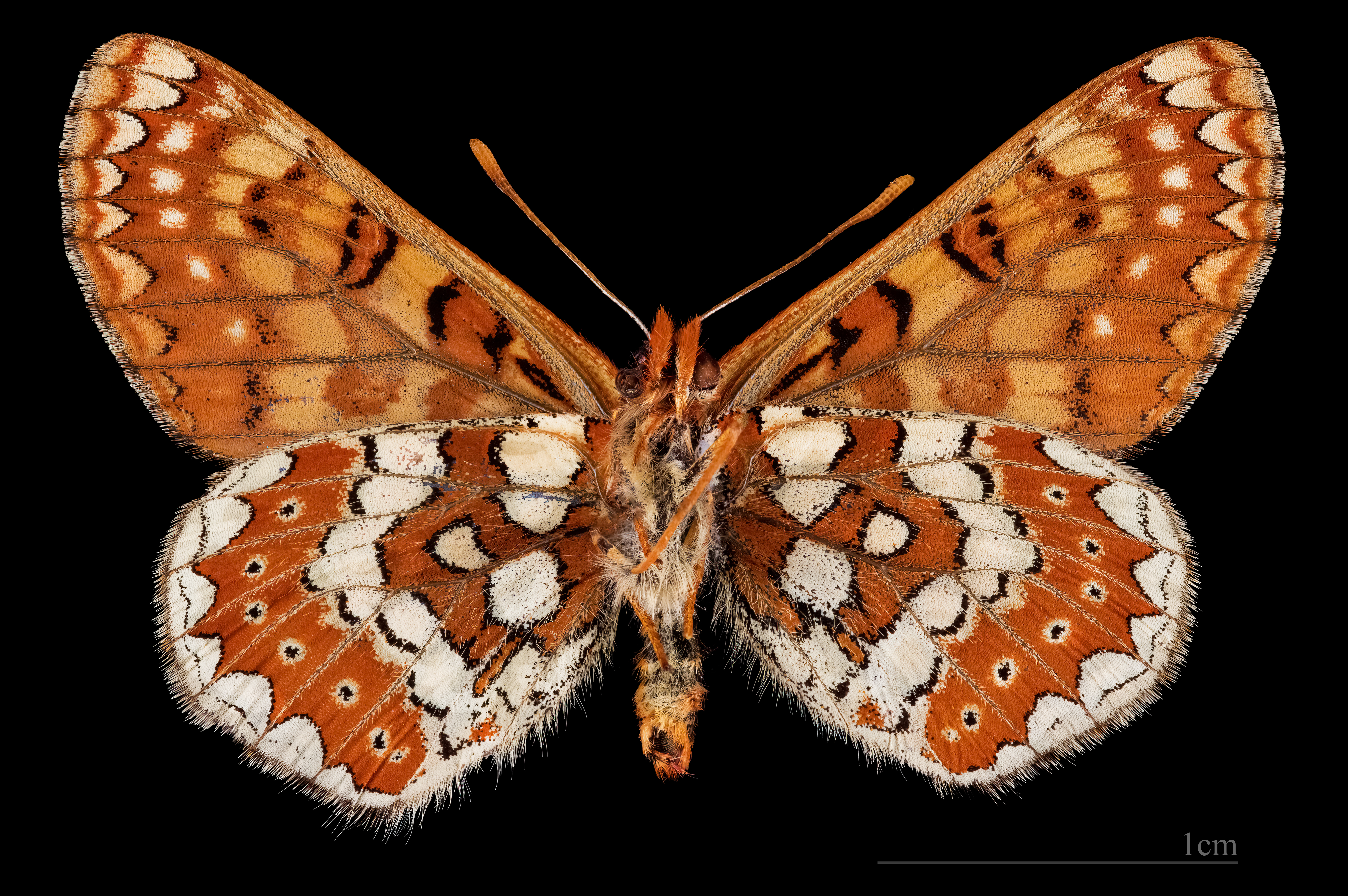
Euphydryas aurinia beckeri ♂ △
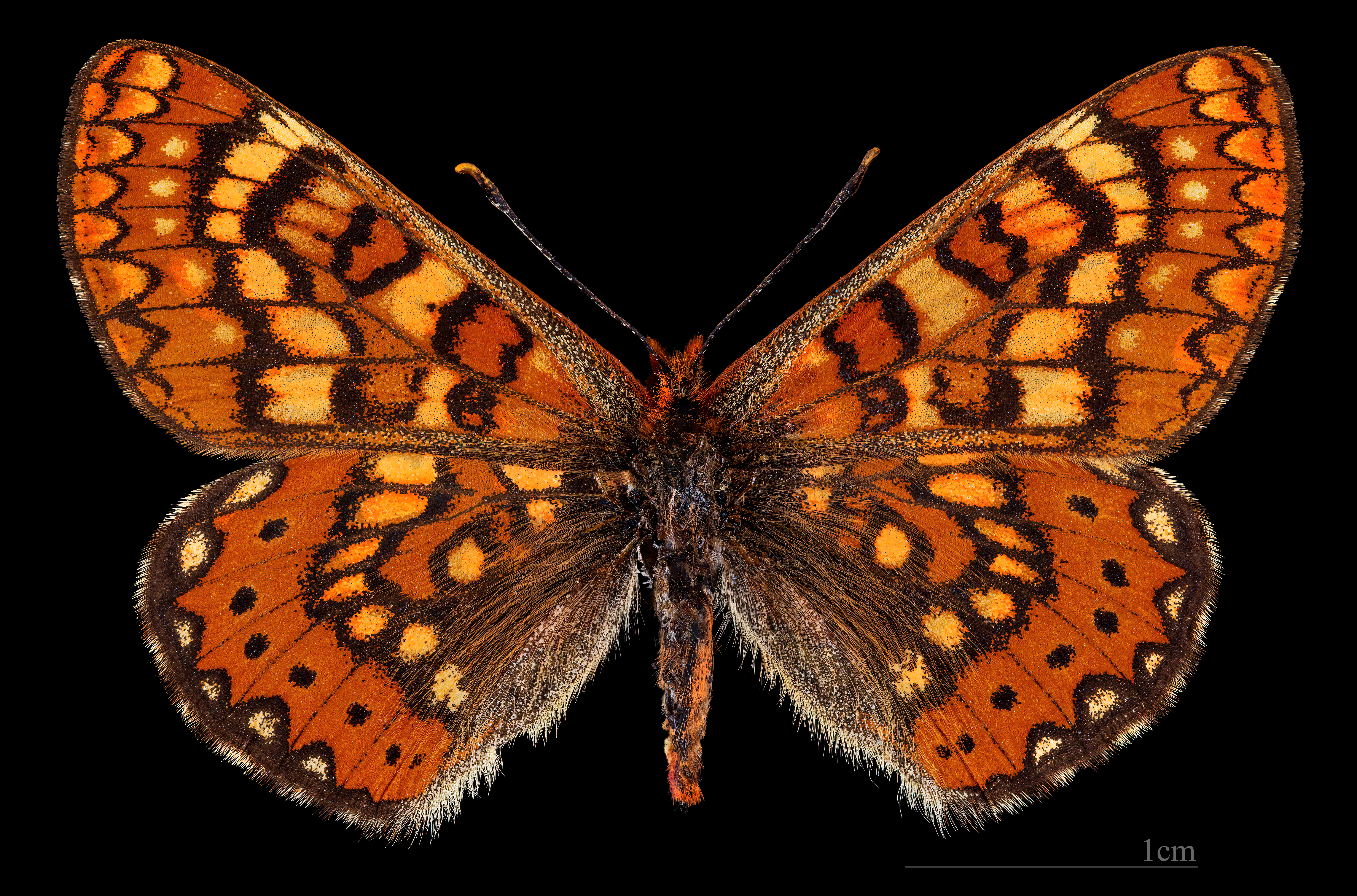
Euphydryas aurinia beckeri ♀
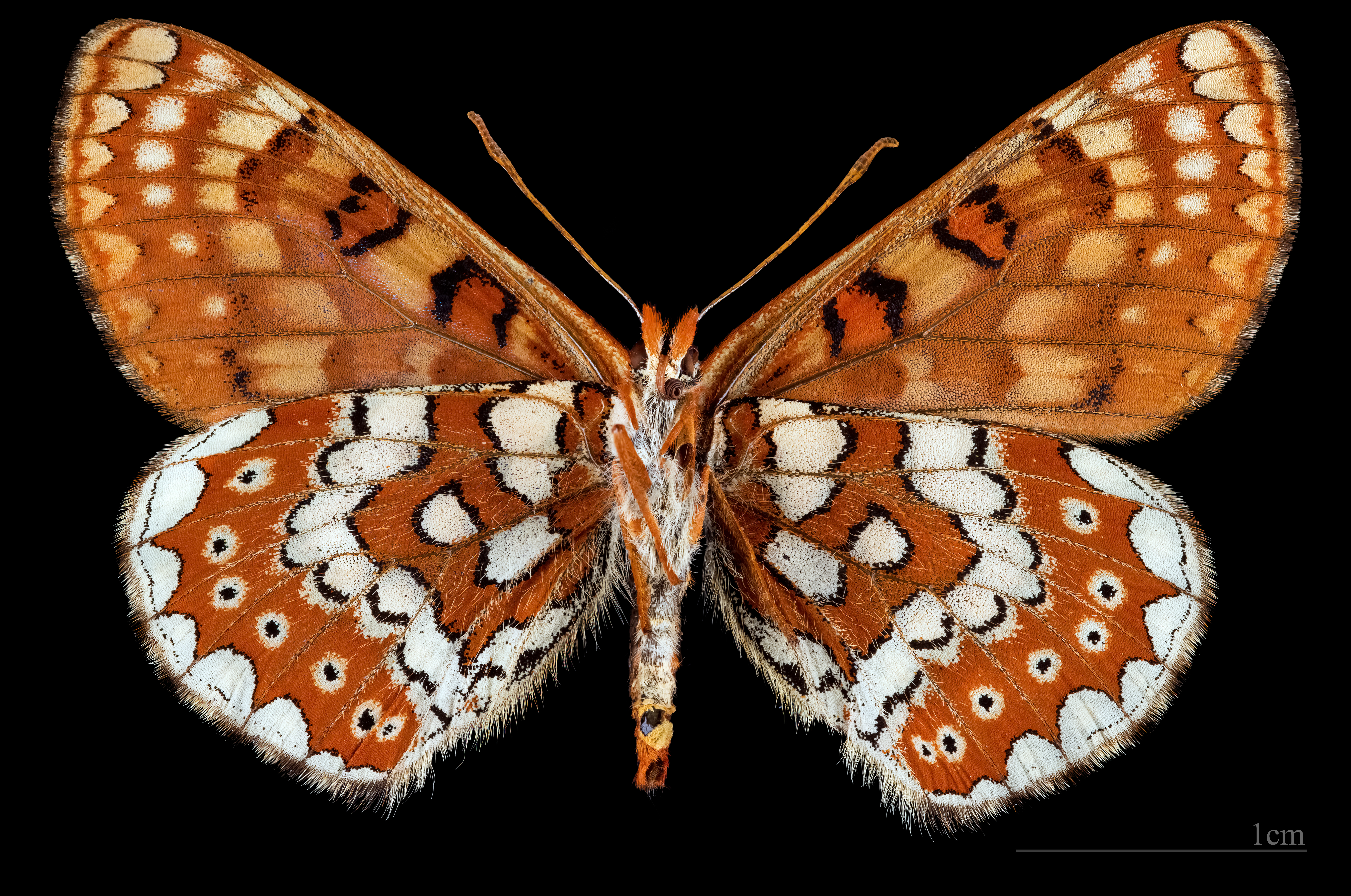
Euphydryas aurinia beckeri ♀ △

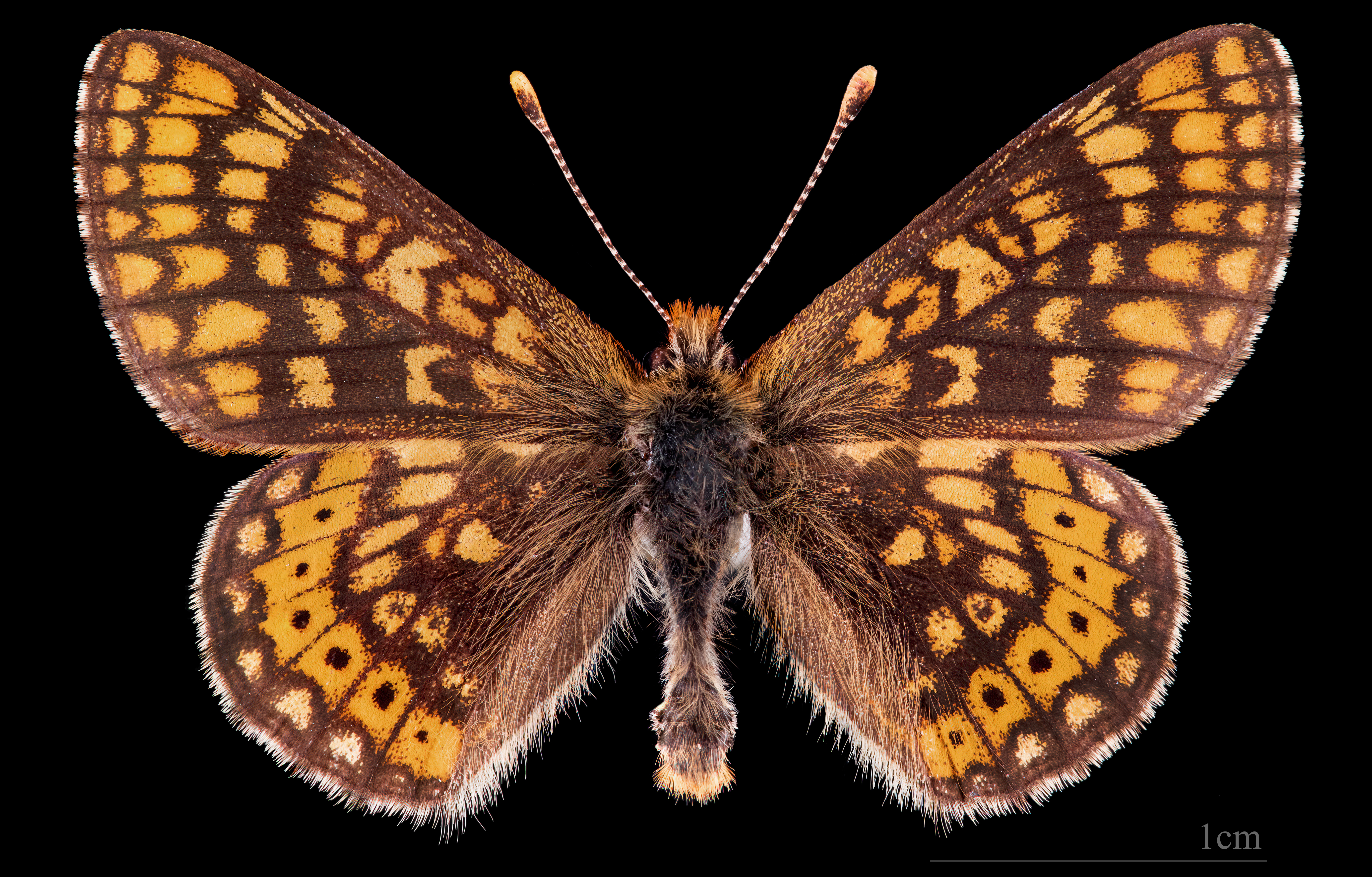
Euphydryas aurinia debilis ♂
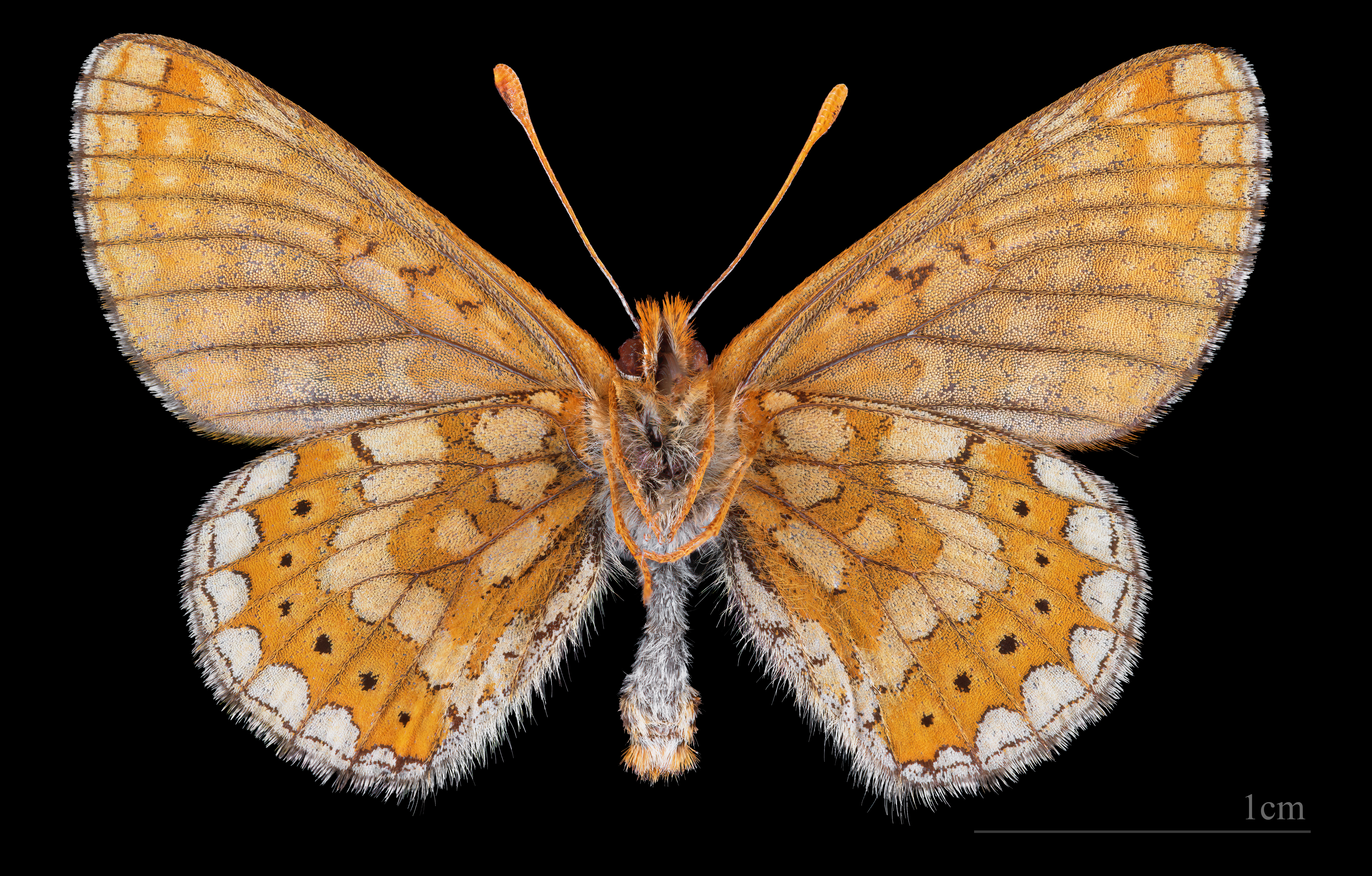
Euphydryas aurinia debilis ♂ △
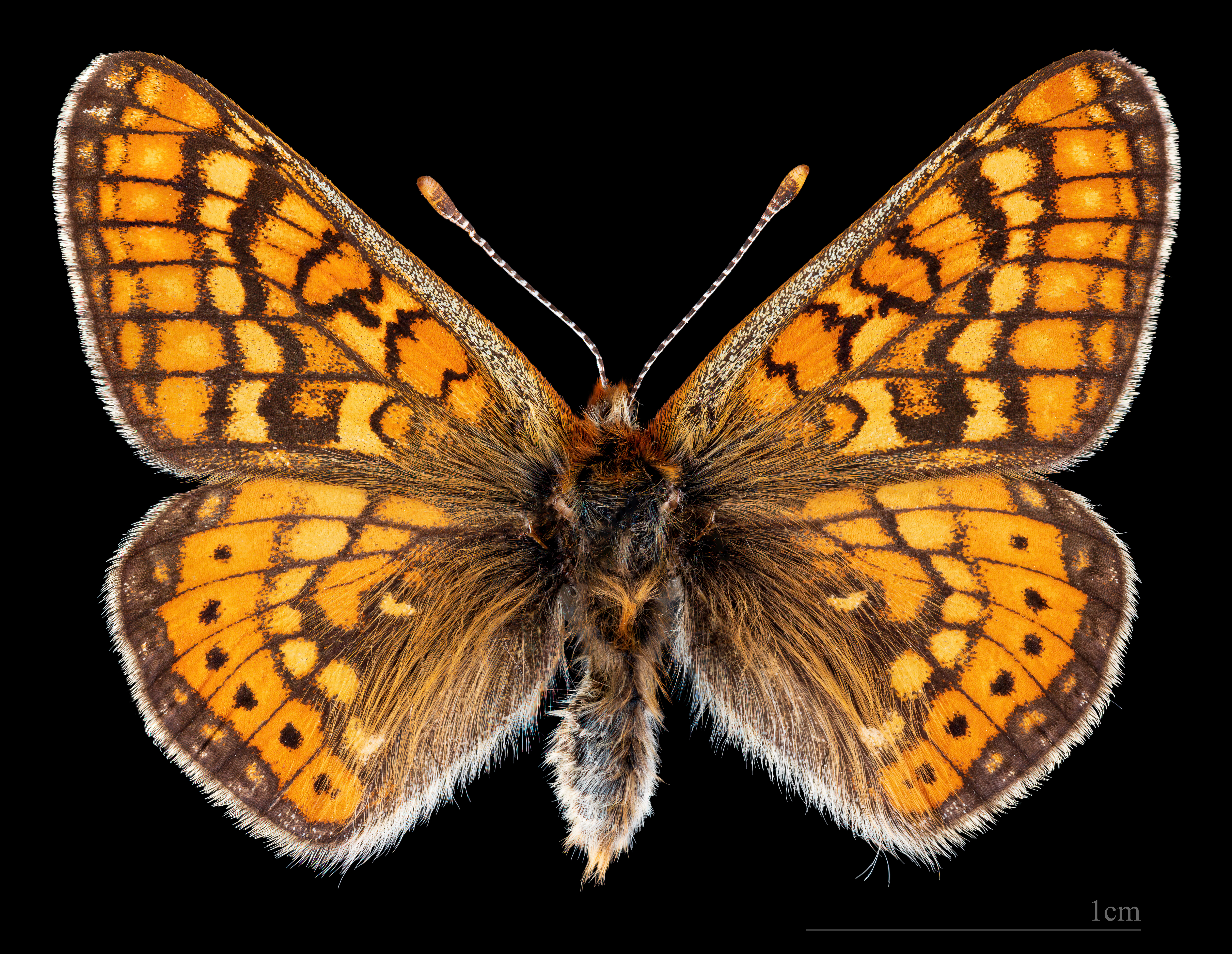
Euphydryas aurinia provincialis ♂
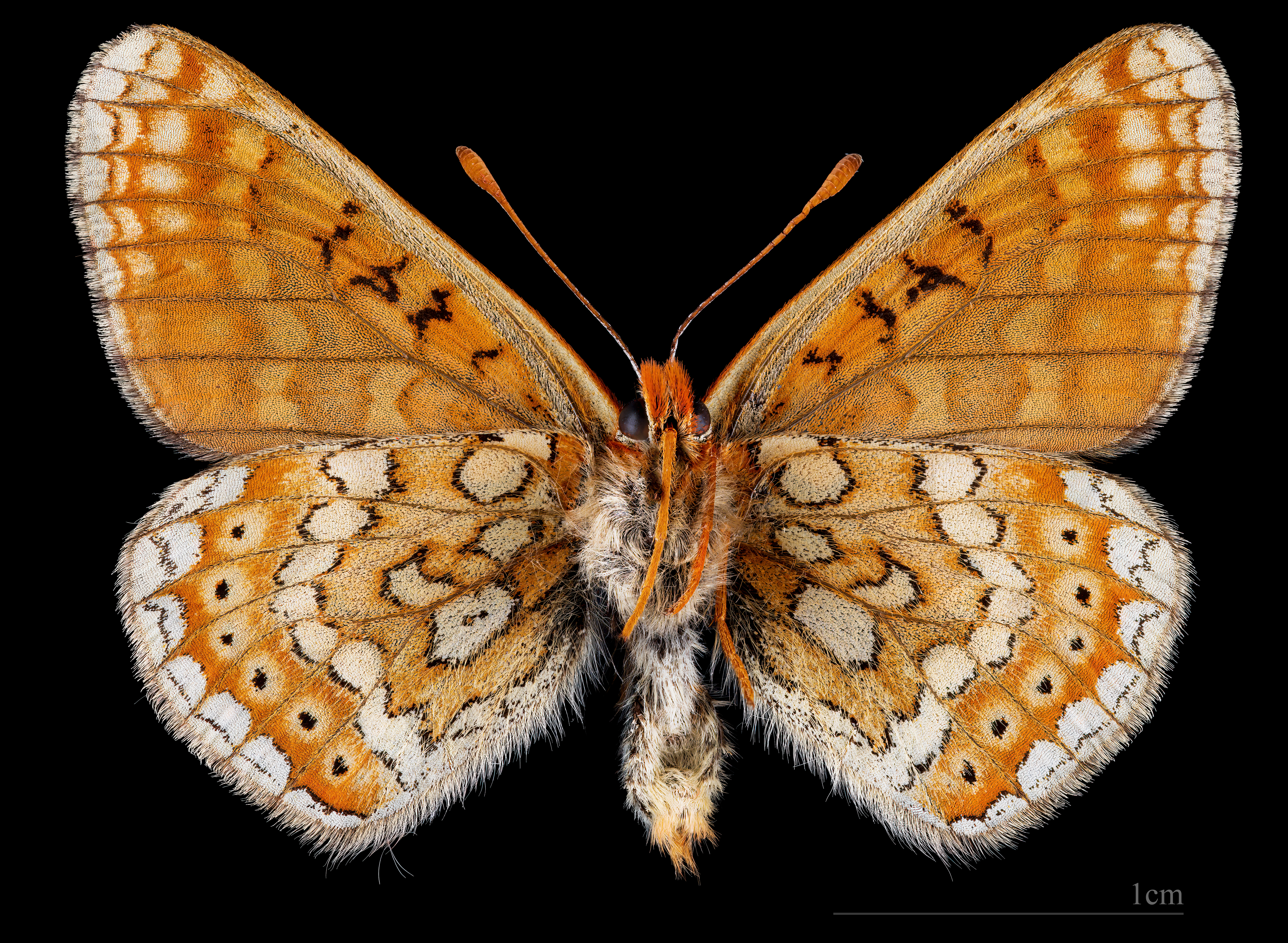
Euphydryas aurinia provincialis ♂ △